# インダクタンス
インダクタンス（英: inductance）は、コイルなどにおいて電流の変化が誘導起電力となって現れる性質である。誘導係数、誘導子とも言う。インダクタンスを目的とするコイルをインダクタといい、それに使用する導線を巻線という。

## 概要

相互誘導を利用した変圧器

回路に電流が流れると周囲に磁場が形成される。巻線に電流 I が流れるときの巻線を貫く磁束 Φ であるときの比例係数 L がインダクタンスである。
{\displaystyle {\mathit {\Phi }}=LI}
インダクタに流れる電流 I が時間変化すると電磁誘導により磁場が発生し、さらにその磁場がインダクタに起電力 V を誘導する。I の変化が起こったインダクタと起電力 V が生じたインダクタが同一であるケースにおけるこの現象のことを自己誘導と呼び、
そうでないケースにおけるこの現象のことを相互誘導と呼ぶ。
またこの際 I の変化率と V とは適切な条件下近似的に比例することが知られており、この際の比例係数をインダクタンスという。ここで「適切な条件」とは以下を指す。
- 回路が作る電場の変化は十分遅い（準静的過程）等の理由で電場の時間微分は無視できるほど小さい。
- インダクタの長さは十分長い。

自己誘導におけるインダクタンスは自己インダクタンスと呼んで通常記号 L で表し、相互誘導におけるインダクタンスは相互インダクタンスと呼んで通常記号 M で表す。
式で表せばそれぞれ、
{\displaystyle V=L{\frac {\mathrm {d} I}{\mathrm {d} t}}}
{\displaystyle V=M{\frac {\mathrm {d} I}{\mathrm {d} t}}}
国際単位系 (SI) におけるインダクタンスの単位は H（ヘンリー）で、 T−2 L2 M I−2 の次元を持つ。

### インダクタンスの計算式
インダクタがソレノイド・コイルである場合、自己インダクタンスは以下のように書き表せることが知られている。
{\displaystyle L={\frac {\mu N^{2}|S|}{\ell }}}
ここで μ はコイルの芯の透磁率、N はコイルの巻数、{\displaystyle \ell } はコイルの長さ、|S|はコイルの断面の面積である。
また相互誘導において2つのインダクタがいずれもソレノイド・コイルであるとき、誘導する側のコイルを1次コイル、誘導される側のコイルを2次コイルと呼ぶことにすると、相互インダクタンスは以下のように書き表せることが知られている。
{\displaystyle M=k{\frac {\mu _{1}N_{1}N_{2}|S_{1}|}{\ell _{1}}}}
ここで μ、N、{\displaystyle \ell }、|S|の意味は自己インダクタンスの時と同様であるが、添字1、2がついているものはそれぞれ1次コイル、2次コイルに関する値である。k は結合係数と呼ばれる、2つのコイルの結合度合いを表す値（0≦k≦1）で1次コイルを出た磁束 Φ のうち kΦ が2次コイルに入ることを指す。
以上の式から明らかなように、透磁率や結合係数に影響するコイルの長さと太さと芯の材質が1次コイル、2次コイルで同じ時は、
{\displaystyle M=k{\sqrt {L_{1}L_{2}}}}
が成り立つ。

## マクスウェル方程式からの導出
上述した自己インダクタンスの式 {\displaystyle V=L{\tfrac {\mathrm {d} I}{\mathrm {d} t}}} と相互インダクタンスの式 {\displaystyle V=M{\tfrac {\mathrm {d} I}{\mathrm {d} t}}} をマクスウェル方程式から導く。
まず相互インダクタンスの式の証明の概略を述べる。前述のように相互インダクタンスは次のような手順で生じる。
1. 一次コイルの電流の時間変化 {\displaystyle {\tfrac {\mathrm {d} I_{1}}{\mathrm {d} t}}} が一次コイル内の磁束の時間変化 {\displaystyle {\tfrac {\mathrm {d} \Phi _{1}}{\mathrm {d} t}}} を生む。Φ1 のうち割合 k が二次コイルに流れ込む。
2. 二次コイルに流れ込んだ磁束 {\displaystyle \Phi _{2}=k\Phi _{1}} の時間変化が二次コイルに電圧 V2 を生じさせる。

この1, 2の手順を数式でより正確に書くと、以下のようになる（これらの式は後で証明する）。なお下式では前節で用いた記号を流用した。

ここで {\displaystyle M=k{\tfrac {\mu _{1}N_{1}N_{2}|S_{1}|}{\ell _{1}}}} とおけば
相互インダクタンスの式は結合係数の定義式 {\displaystyle \Phi _{2}=k\Phi _{1}} と(A)、(B)から明らかに従う。
一方自己インダクタンスの式は、上の議論で1次コイル＝2次コイルとすればやはり明らかに従う。（ここで自分自身との結合係数は1であることを用いた。）
よって後は(A)、(B)を示すだけである。

### (A)の証明
以下の議論は全て1次コイルに関するものなので、記号を簡単にするため Φ1、N1 等から1次コイルであることを表す添字1を略す。
断面 S 、高さ {\displaystyle \ell } の円柱 {\displaystyle S\times [0,\ell ]} に N 回導線が巻きついた
インダクタ（ソレノイド・コイル）を考える。
S 上の任意の一点 P を固定し、以下のような曲線を考え、さらにこの曲線を縁に持つ曲面 K を考える。
- 円柱内を (P, 0) から (P, 1) へとまっすぐ進み（曲線のこの部分を以下 CP と表記）、
- 円柱の外側を通って (P, 1) から (P, 0) へと戻る（曲線のこの部分を以下C'P と表記）。

「{\displaystyle \partial K}」を K の境界とすると、定義より以下が成り立つ：
j をインダクタを流れる電流の密度、E を j が誘導する電場、H を E が誘導する磁場とすると、以下が成立する：
ここで(4)と(5)はそれぞれストークスの定理と(1)から従い、
他のものは以下の理由により従う：
- (2)：電流密度の定義より、電流密度 j を導線の断面で面積分したものがインダクタを流れる電流 I に等しい。定義より K は導線と N 回交わるので、{\displaystyle \int _{K}{\boldsymbol {j}}\cdot \mathrm {d} {\boldsymbol {S}}=NI}。
- (3)：マクスウェル方程式 {\displaystyle \nabla \times {\boldsymbol {H}}={\boldsymbol {j}}+\varepsilon {\tfrac {\partial {\boldsymbol {E}}}{\partial t}}} と電場の時間微分 {\displaystyle {\tfrac {\partial {\boldsymbol {E}}}{\partial t}}} が無視できるほど小さいという仮定から従う。ここで ε はインダクタの芯を構成する物質の誘電率である。
- (6)：インダクタの内部では磁力線が密につまっておりしかもその向きが揃っているのに対し、インダクタの外側では磁力線はちらばっており向きも揃っていない。従ってインダクタの長さが十分長ければ、(6)の右辺の線積分は積分経路が CP 上にあるときの積分値の方が積分経路が CP 上にあるときの積分値と比べはるかに大きいため、後者の積分は無視できる。

(7)の両辺を P に関して積分することで、
(8)の左辺の積分内は時刻のみに依存する値なので、
|S|を S の面積とすれば、
が成り立つ。
一方(8)の右辺は以下のように変形できる：
ここで μ はインダクタの芯を構成する物質の透磁率であり、(11)は磁束の定義から従う。
一方(10)は以下の理由により従う：インダクタが十分長いという仮定より、インダクタを構成する円柱のどの断面でも磁束はほぼ等しくなる。
(A)は(8)、(9)、(12)から従う。

### (B)の証明
以下の議論は全て2次コイルに関するものなので、記号を簡単にするため Φ2、N2 等から2次コイルであることを表す添字2を略す。
(B)は以下の様にして従う：
ここで μ は真空の透磁率であり、
(13)、(14)、(15)はそれぞれ磁束の定義、マクスウェル方程式 {\displaystyle \nabla \times {\boldsymbol {E}}=-\mu {\tfrac {\partial {\boldsymbol {H}}}{\partial t}}}、
ストークスの定理から従う。(16)は {\displaystyle -\int _{\partial S}{\boldsymbol {E}}\cdot \mathrm {d} {\boldsymbol {s}}} がコイル一周分に生じる電位にほぼ等しいことと、
V がN 周分の電位であることから従う。